# Euphorbia systyla
Euphorbia systyla är en törelväxtart som beskrevs av Michael Pakenham Edgeworth. Euphorbia systyla ingår i släktet törlar, och familjen törelväxter. Inga underarter finns listade i Catalogue of Life.